# 阿巴该图洲渚
49°33′31″N 117°53′54″E / 49.55857°N 117.898364°E
阿巴该图洲渚，也称为博利绍伊岛，位于中国内蒙古呼伦贝尔下属的满洲里东几十公里的中俄边境上，中俄两国界河额尔古纳河的东南侧，面积约58平方公里，当额尔古纳河涨潮时，面积会大大缩小。

## 历史
此岛原是中國領土，1911年满洲里界约划界后，在岛南侧出现小水沟，逐渐成岛。阿巴该图洲渚于1929年被苏联实际占领，但是中国历届政府一直主张拥有其主权，是中国和苏联（包括俄罗斯）旷日持久的边界争端的一部分。
1950年以后，由于海拉尔河改道，小水沟的水越来越大，成了主流，岛北河道的上口于1960年淤死。中俄双方边防部队均有在该岛巡逻。
2008年，根据《中华人民共和国和俄罗斯联邦关于中俄国界东段的补充协定》重新划界后，阿巴该图洲渚总面积为57.56平方公里，划归中方34.54平方公里，划归俄方23.02平方公里。